# 조피 폰 프로이센 왕녀
조피 도로테아 울리케 알리체 폰 프로이센(Sophie Dorothea Ulrike Alice von Preußen, 1870년 6월 14일 ~ 1932년 1월 13일)은 그리스 왕국의 국왕 콘스탄티노스 1세의 왕비이다. 프로이센의 소피아라고도 불린다.

## 생애
1870년 포츠담에서 독일의 황태자 프리드리히 3세와 황태자비 빅토리아의 셋째딸로 태어났다. 빅토리아 여왕의 딸이었던 어머니의 영향으로 소피아는 어려서부터 친 영국적인 사고를 갖게 되었고, 자주 영국을 방문했다. 1887년 외할머니 빅토리아 여왕의 즉위 50주년을 축하하러 영국을 찾은 소피아는 그리스의 왕태자 콘스탄티노스를 만났고 아버지 프리드리히 3세가 세상을 떠난 그 이듬해인 1889년 10월 26일 아테네에서 콘스탄티노스와 결혼했다. 부부는 3남 3녀를 두었다. 
1917년 콘스탄티노스 1세는 아들 알렉산드로스에게 왕위를 물려주었고, 소피아는 남편과 함께 그리스를 떠나 스위스에서 망명 생활을 했다. 그러나 알렉산드로스가 파상풍으로 급사하여 1920년 콘스탄티노스는 국민투표를 통해 복위했다. 그리스-터키 전쟁에서 패배한 콘스탄티노스는 다시 퇴위하였고 같은 해에 죽었다. 소피아는 1932년 프랑크푸르트에서 암으로 죽었다.

## 자녀
- 요르요스 2세(George II, King of the Hellenes, 1890년 7월 20일 - 1947년 4월 1일) 루마니아의 엘리사베트와 결혼, 자녀 없음.
- 알렉산드로스(Alexander, King of the Hellenes, 1893년 8월 1일 - 1920년 10월 25일), 그리스인 아스파시아 마노스와 결혼, 1녀
- 그리스와 덴마크의 공주 엘레니(Princess Helene of Greece and Denmark, 1896년 5월 2일 - 1982년 11월 28일) - 루마니아의 카롤 2세와 결혼, 1남
- 파블로스(Paul, King of the Hellenes, 1901년 12월 14일 - 1964년 3월 6일) - 하노버의 프레데리케와 결혼, 1남 2녀
- 그리스와 덴마크의 공주 이리니(Princess Irene of Greece and Denmark, 1904년 2월 13일 - 1974년 4월 15일) 아이모네 디 사보이아아오스타 공작과 결혼, 1남
- 그리스와 덴마크의 공주 에카테리니(Princess Katherine of Greece and Denmark, 1913년 5월 4일 - 2007년 10월 2일) - 리처드 밴담과 결혼, 1남